# Holly Kenny
Holly Kenny (* 23. Januar 1995 in Leeds) ist eine britische Schauspielerin.

## Leben und Karriere
Holly Kenny wuchs in Leeds auf. 2006 spielte sie in dem Film Mischief Night die Hauptrolle. Anschließend war sie 2008 in White Girl zu sehen. Von 2009 bis 2011 trat sie in der Serie Waterloo Road auf. Außerdem bekam sie 2012 eine Rolle in Shameless. 2014 wurde Kenny für die Serie The Mill gecastet. Im selben Jahr setzte sie ihre Karriere in In the Club fort.
Später zog sich Kenny aus der Schauspielerei zurück, um eine Karriere als Hundeführerin zu starten.

## Filmografie
Filme
- 2006: Mischief Night
- 2008: White Girl

Serien
- 2009–2011: Waterloo Road
- 2009: Doctors
- 2012: Shameless
- 2014: The Mill
- 2014: In the Club